# NGC 2493
NGC 2493 (również PGC 22447 lub UGC 4150) – galaktyka soczewkowata (SB0), znajdująca się w gwiazdozbiorze Rysia. Odkrył ją William Herschel 31 grudnia 1788 roku.